# Dubai Tennis Championships 2023 - Qualificazioni singolare femminile
Le qualificazioni del singolare femminile del Dubai Tennis Championships 2023 sono un torneo di tennis preliminare per accedere alla fase finale della manifestazione. Le vincitrici dell'ultimo turno sono entrate di diritto nel tabellone principale. In caso di ritiro di una o più giocatrici aventi diritto a queste sono subentrate le lucky loser, ossia le giocatrici che hanno perso nell'ultimo turno ma che avevano una classifica più alta rispetto alle altre partecipanti che avevano comunque perso nel turno finale.

## Teste di serie
1. Lauren Davis (ultimo turno, lucky loser)
2. Anna Kalinskaja (primo turno)
3. Claire Liu (ultimo turno, lucky loser)
4. Danka Kovinić (primo turno)
5. Jasmine Paolini (qualificata)
6. Rebecca Marino (ultimo turno)
7. Ana Bogdan (qualificata)
8. Maryna Zanevs'ka (primo turno)

1. Madison Brengle (primo turno)
2. Cristina Bucsa (primo turno)
3. Julia Grabher (qualificata)
4. Rebeka Masarova (qualificata)
5. Tereza Martincová (ultimo turno)
6. Dajana Jastrems'ka (qualificata)
7. Viktorija Tomova (qualificata)
8. Océane Dodin (ultimo turno)

## Qualificate
1. Dajana Jastrems'ka
2. Viktorija Tomova
3. Laura Siegemund
4. Katarina Zavac'ka

1. Jasmine Paolini
2. Rebeka Masarova
3. Ana Bogdan
4. Julia Grabher

## Lucky losers
1. Lauren Davis

1. Claire Liu

## Tabellone

### Legenda
| - Q = Qualificato - WC = Wild card - LL = Lucky loser | - ALT = Alternate - SE = Special Exempt - PR = Protected Ranking | - w/o = Walkover - r = Ritirato - d = Squalificato |

### Sezione 1
|  | Primo turno | Primo turno        | Primo turno        | Primo turno | Primo turno |  |  | Ultimo turno | Ultimo turno       | Ultimo turno       | Ultimo turno | Ultimo turno |  |
|  |             |                    |                    |             |             |  |  |              |                    |                    |              |              |  |
|  | 1           | Lauren Davis       | Lauren Davis       | 6           | 6           |  |  |              |                    |                    |              |              |  |
|  | WC          | Anna Danilina      | Anna Danilina      | 3           | 1           |  |  | 1            | Lauren Davis       | Lauren Davis       | 3            | 3            |  |
|  |             | Sara Errani        | Sara Errani        | 1           | 3           |  |  | 14           | Dajana Jastrems'ka | Dajana Jastrems'ka | 6            | 6            |  |
|  | 14          | Dajana Jastrems'ka | Dajana Jastrems'ka | 6           | 6           |  |  |              |                    |                    |              |              |  |

### Sezione 2
|  | Primo turno | Primo turno      | Primo turno | Primo turno | Primo turno |  |  | Ultimo turno | Ultimo turno     | Ultimo turno     | Ultimo turno | Ultimo turno |  |
|  |             |                  |             |             |             |  |  |              |                  |                  |              |              |  |
|  | 2           | Anna Kalinskaja  | 6           | 6           | 2           |  |  |              |                  |                  |              |              |  |
|  |             | Jang Su-jeong    | 3           | 7           | 6           |  |  |              | Jang Su-jeong    | Jang Su-jeong    | 3            | 5            |  |
|  | WC          | Ankita Raina     | 6           | 1           | 4           |  |  | 15           | Viktorija Tomova | Viktorija Tomova | 6            | 7            |  |
|  | 15          | Viktorija Tomova | 3           | 6           | 6           |  |  |              |                  |                  |              |              |  |

### Sezione 3
|  | Primo turno | Primo turno     | Primo turno     | Primo turno | Primo turno |  |  | Ultimo turno | Ultimo turno    | Ultimo turno    | Ultimo turno | Ultimo turno |  |
|  |             |                 |                 |             |             |  |  |              |                 |                 |              |              |  |
|  | 3           | Claire Liu      | Claire Liu      | 6           | 6           |  |  |              |                 |                 |              |              |  |
|  |             | Kristína Kučová | Kristína Kučová | 3           | 4           |  |  | 3            | Claire Liu      | Claire Liu      | 4            | 4            |  |
|  |             | Laura Siegemund | Laura Siegemund | 6           | 6           |  |  |              | Laura Siegemund | Laura Siegemund | 6            | 6            |  |
|  | 10          | Cristina Bucșa  | Cristina Bucșa  | 2           | 1           |  |  |              |                 |                 |              |              |  |

### Sezione 4
|  | Primo turno | Primo turno       | Primo turno     | Primo turno | Primo turno |  |  | Ultimo turno | Ultimo turno      | Ultimo turno      | Ultimo turno | Ultimo turno |  |
|  |             |                   |                 |             |             |  |  |              |                   |                   |              |              |  |
|  | 4           | Danka Kovinić     | Danka Kovinić   | 3           | 62          |  |  |              |                   |                   |              |              |  |
|  | WC          | Stefania Bojica   | Stefania Bojica | 6           | 7           |  |  | WC           | Stefania Bojica   | Stefania Bojica   | 2            | 1            |  |
|  |             | Katarina Zavac'ka | 3               | 6           | 6           |  |  |              | Katarina Zavac'ka | Katarina Zavac'ka | 6            | 6            |  |
|  | 9           | Madison Brengle   | 6               | 1           | 4           |  |  |              |                   |                   |              |              |  |

### Sezione 5
|  | Primo turno | Primo turno      | Primo turno      | Primo turno | Primo turno |  |  | Ultimo turno | Ultimo turno    | Ultimo turno    | Ultimo turno | Ultimo turno |  |
|  |             |                  |                  |             |             |  |  |              |                 |                 |              |              |  |
|  | 5           | Jasmine Paolini  | Jasmine Paolini  | 6           | 6           |  |  |              |                 |                 |              |              |  |
|  | PR          | Margarita Betova | Margarita Betova | 4           | 1           |  |  | 5            | Jasmine Paolini | Jasmine Paolini | 6            | 7            |  |
|  |             | Réka Luca Jani   | 6                | 2           | 2           |  |  | 16           | Océane Dodin    | Océane Dodin    | 1            | 5            |  |
|  | 16          | Océane Dodin     | 3                | 6           | 6           |  |  |              |                 |                 |              |              |  |

### Sezione 6
|  | Primo turno | Primo turno     | Primo turno     | Primo turno | Primo turno |  |  | Ultimo turno | Ultimo turno    | Ultimo turno | Ultimo turno | Ultimo turno |  |
|  |             |                 |                 |             |             |  |  |              |                 |              |              |              |  |
|  | 6           | Rebecca Marino  | 7               | 65          | 6           |  |  |              |                 |              |              |              |  |
|  |             | Harriet Dart    | 6(1)            | 7           | 1           |  |  | 6            | Rebecca Marino  | 6            | 3            | 65           |  |
|  |             | Olga Danilović  | Olga Danilović  | 3           | 2           |  |  | 12           | Rebeka Masarova | 4            | 6            | 7            |  |
|  | 12          | Rebeka Masarova | Rebeka Masarova | 6           | 6           |  |  |              |                 |              |              |              |  |

### Sezione 7
|  | Primo turno | Primo turno       | Primo turno       | Primo turno | Primo turno |  |  | Ultimo turno | Ultimo turno      | Ultimo turno      | Ultimo turno | Ultimo turno |  |
|  |             |                   |                   |             |             |  |  |              |                   |                   |              |              |  |
|  | 7           | Ana Bogdan        | Ana Bogdan        | 6           | 6           |  |  |              |                   |                   |              |              |  |
|  |             | Clara Burel       | Clara Burel       | 0           | 3           |  |  | 7            | Ana Bogdan        | Ana Bogdan        | 6            | 7            |  |
|  |             | Magdalena Fręch   | Magdalena Fręch   | 4           | 4           |  |  | 13           | Tereza Martincová | Tereza Martincová | 4            | 5            |  |
|  | 13          | Tereza Martincová | Tereza Martincová | 6           | 6           |  |  |              |                   |                   |              |              |  |

### Sezione 8
|  | Primo turno | Primo turno         | Primo turno   | Primo turno | Primo turno |  |  | Ultimo turno | Ultimo turno        | Ultimo turno        | Ultimo turno | Ultimo turno |  |
|  |             |                     |               |             |             |  |  |              |                     |                     |              |              |  |
|  | 8           | Maryna Zanevs'ka    | 6             | 3           | 2           |  |  |              |                     |                     |              |              |  |
|  |             | Kristina Mladenovic | 3             | 6           | 6           |  |  |              | Kristina Mladenovic | Kristina Mladenovic | 3            | 2            |  |
|  | WC          | Eden Silva          | Eden Silva    | 2           | 3           |  |  | 11           | Julia Grabher       | Julia Grabher       | 6            | 6            |  |
|  | 11          | Julia Grabher       | Julia Grabher | 6           | 6           |  |  |              |                     |                     |              |              |  |